# República Autónoma Socialista Soviética de Kirguistán
La República Autónoma Socialista Soviética de Kirguistán (en ruso: Киргизская Автономная Социалистическая Советская Республика) fue una república autónoma de la Unión Soviética dentro de la República Socialista Federativa Soviética de Rusia. Existió desde 1926 hasta 1936. Su capital era Piskek (llamada Frunze desde 1926).

## Historia
Con la conquista (en el siglo XVII) del norte del Turquestán por el Kanato Kalmuko, los kirguises emigraron a la zona montañosa de Ferganá y más allá de la cordillera de Alay; tras la derrota de los calmucos a manos de los chinos, algunos kirguises regresaron, mientras que otros permanecieron en Ferganá. A principios del siglo XIX, los kirguises se sometieron formalmente a los kanes de Kokand y no participaron en la lucha política subsiguiente. Para 1876, ya se encontraban subordinados a los rusos, a quienes prácticamente no ofrecieron resistencia. Viviendo en montañas inaccesibles, los kirguises conservaron su tipo y estilo de vida.
La RASS de Kirguistán se creó el 1 de febrero de 1926, cuando el óblast autónomo Kirguís se reorganizó como una república autónoma. El 20 de agosto de 1934, el Comité Ejecutivo Central Panruso aprobó una nueva división de la república autónoma en distritos. El 5 de diciembre de 1936, tras la promulgación de la nueva constitución, fue ascendida a república constituyente, convirtiéndose en la República Socialista Soviética de Kirguistán.

## Política
La RASS de Kirguistán tenía sus propios órganos de gobierno local, los cuales eran el Congreso de los Sóviets de la RASS de Kirguistán (órgano legislativo) que tenía como organismo permanente al Comité Ejecutivo Central, y el Consejo de Comisarios del Pueblo como órgano ejecutivo, que administraba el presupuesto y autogobierno de la república autónoma dentro de la RSFS de Rusia. Además, existía el Comité Regional de Kirguistán, el organismo local del Partido Comunista de toda la Unión (bolchevique).

## Economía

### Comercio
La principal fuente de ingresos de la RASS de Kirguistán eran los ingresos fiscales, que representan el 69% del presupuesto total. En el presupuesto de 1925, los ingresos fiscales representaron el 78% de todos los ingresos. El gasto total del presupuesto de 1926 fue de 8,505 mil rublos, y el déficit se estimó en 4,065 mil rublos.
Las principales tareas del desarrollo cultural y económico de la RASS de Kirguistán tras su creación fueron una gestión más racional de la ganadería, la introducción de razas mejoradas de ganado, la correcta organización de los servicios veterinarios, etc. En el ámbito agrícola, fue necesario restaurar el sistema de riego y ampliar la superficie de cultivo de algodón, tanto desplazando los cultivos de cereales como aumentando la superficie de regadío. En el contexto del auge general de la agricultura, fue esencial desarrollar la industria, especialmente el desmotado de algodón y la molienda de aceite. Para la implementación exitosa de estas medidas, es necesario, en primer lugar, elevar el nivel cultural de la mayor parte de la población kirguisa.

### Industria
Una de las principales actividades industriales de la república autónoma fue la minería de carbón, petróleo, ozoquerita, hierro, cobre, plomo, plata, zinc, oro, amianto, sal gema y pinturas minerales. La producción bruta de la industria censal de la República Autónoma Socialista Soviética de Kirguistán casi se cuadruplicó en un año, y en 1927, en rublos de preguerra, ascendió a 2 825 000 rublos, frente a los 749 000 rublos de 1926, frente a los 1 533 000 rublos de 1925. El número de trabajadores en la industria censal en 1925 era de 1570, y en 1926, de 2200. Toda la industria censal pertenece al Estado. La principal rama de la industria censal de la RASS de Kirguistán es la minería y la metalurgia. Esta última está representada principalmente por las industrias del carbón y la sal. Entre las ramas de la industria ligera se encuentran la destilería, la molienda de aceite, el desmotado de algodón, la curtiduría, etc. Antes de la guerra, el procesamiento de la mayor parte del algodón kirguiso se concentraba en Kokand y parcialmente en Andiján. Actualmente, debido a la demarcación nacional y a la separación de la República Socialista Soviética Autónoma de Kirguistán (RASA) en una unidad administrativa independiente, esta se ha quedado prácticamente sin industria desmotadora de algodón, cuya gran mayoría se ha trasladado a la República Socialista Soviética de Uzbekistán (RSS). Las tres o cuatro desmotadoras de algodón que quedan en el territorio de Kirguistán son insuficientes, y con un aumento adicional de la cosecha de algodón, es improbable que puedan procesarlo por completo. La industria a pequeña escala no censal está en sus inicios. La producción bruta de esta última en 1927 en rublos chervonets fue de 103 mil rublos, y entre 1925 y 1928 de 45 mil rublos.
El número de trabajadores en la industria a pequeña escala en 1926, como en 1927, fue de 6252. A pesar de que la industria a pequeña escala ha crecido un 129% en un año, su tamaño total sigue siendo extremadamente pequeño. De las ramas de la industria artesanal, las más desarrolladas eran la textil, con producción de esteras artesanales (calicó grueso). La industria del algodón se desarrolló con especial fuerza durante los años de la guerra civil, cuando se interrumpieron las comunicaciones con el centro y hubo una crisis de productos textiles en la región. En los últimos años, la industria del algodón ha colapsado, pero en los rincones remotos de la región todavía desempeña un papel significativo. La industria de procesamiento de lana apenas ha sufrido la competencia de la industria central y sigue siendo de gran importancia debido a la singularidad de su surtido y también porque, a diferencia de la industria algodonera, se ha mantenido principalmente como una industria subsidiaria local en la economía kirguisa. La fabricación de fieltro también está desarrollada, desempeñando un papel importante en la economía de los nómadas. Una rama importante de la artesanía es el bobinado y procesamiento de la seda tiene un mercado entre la población urbana adinerada. Además del sector textil, se desarrollan el cuero (abrigos de piel, sombreros, arneses, botas blandas, chanclos de cuero, etc.) y el procesamiento de metales (ketmen, pequeña maquinaria agrícola, etc.).

### Agricultura
La población de la RASS de Kirguistán se caracterizaba por su distribución en tres grupos: el primero incluye a los ganaderos nómadas que no se dedican a la agricultura y casi nunca preparan forraje para el invierno. El grupo más extendido era la ganadería y la agricultura, con una pequeña superficie sembrada y una siembra insignificante de alfalfa, donde la ganadería predominaba en la economía. Este tipo de explotación es más común en las zonas montañosas, debido a la ausencia de tierras aptas para actividades agrícolas. El tercer grupo de explotaciones agrícolas es el agrícola, que incluye las explotaciones sedentarias nativas y rusas. Según datos de 1917-1920, había más de 150 000 explotaciones en la RASS de Kirguistán. Cerca de 100 000 explotaciones se dedican a la agricultura en las zonas sedentarias; en las zonas nómadas y seminómadas con predominio de la ganadería, más de 50.000 explotaciones. Según el censo de 1920, la superficie de tierra apta para la agricultura era de 8.755.000 hectáreas (45,4% de la superficie total). Al mismo tiempo, el cultivo principal, el trigo, en 1927 superó el nivel de 1914 en un 10% y mostró un crecimiento anual del 26%, y el área bajo cebada ese mismo año fue del 68% del nivel de 1914. El área bajo huertos alcanzó el 91% del nivel de preguerra, y bajo viñedos aumentó de 200 hectáreas a 300 hectáreas. La cosecha bruta de algodón en 1927 fue de 38,1 mil toneladas contra 26,6 mil toneladas en 1926 y 32,8 mil toneladas en 1914. En 1927 tenemos un gran aumento en el área sembrada (en un 13%) y un aumento del rendimiento (8,9 centavos por hectárea contra 7,5 centavos en 1926 o en un 20%). La principal actividad económica en Kirguistán era la ganadería.
La proporción de bosques en la producción agrícola total en 1927 fue del 48 %. Existen condiciones óptimas para el desarrollo exitoso de la ganadería (praderas alpinas, zonas esteparias). Durante la revolución, una parte significativa del ganado se trasladó a Afganistán, y para 1923 su número había disminuido al 46,5% de la cifra de 1914. En 1925/26, el número total de ganado bovino, en términos de caballos, alcanzó el 89% de la cifra de 1914. El ganado vacuno superó la cifra de 1914 en un 7%, y el de cabras, en un 12%. El mayor descenso se registró en la población de caballos, de la cual solo se dispone del 81% de la cifra de 1914. El mismo coeficiente lo dan las ovejas de cola gorda en comparación con 1914. En 1927 había 531,2 mil caballos, 679,8 mil cabezas de ganado, 3858 mil ovejas, 780,7 mil cabras, 30,4 mil cerdos, 46,8 mil camellos y 20 mil otros, un total de 5736,7 mil cabezas. Las principales herramientas agrícolas comunes en Kirguistán para cultivar la tierra, como en otras áreas de Asia Central, eran el omach, un arado primitivo, y el ketmen, una herramienta similar a la mezcla entre una pala y una azada. Casi no había maquinaria moderna agrícola se hizo en esta área hasta 1926, y solo en ese año se dieron pasos significativos. En ese año, se importaron y vendieron 4707 arados, 2096 gradas, 138 sembradoras, 200 cosechadoras, 130 aventadoras y clasificadoras, y 42 tractores.
La apicultura rindió alrededor de 820 toneladas de miel por un valor de unos 415 mil rublos; en 1923, había disminuido al 67% del nivel de preguerra. La sericicultura estaba bastante extendida antes de la guerra, principalmente en los distritos de Jalal-Abad y Osh debido a las buenas condiciones climáticas y los altos precios. La producción bruta de capullos en 1914 fue de 128 toneladas por un valor de 109 mil rublos. En 1924, después de un descenso en los años anteriores, la producción de capullos alcanzó las 125 toneladas por un valor de 191 mil rublos. Debido a los altos precios actuales, la sericultura se desarrollará sin duda. La superficie de riego artificial en el actual Kirguistán antes de la guerra era de 379 000 hectáreas. Para 1922, había disminuido a aproximadamente el 49 % del nivel de preguerra, con la desaparición de los cultivos de algodón, sustituidos por el trigo debido a la hambruna y la falta de suministro de grano de la Unión. Para 1924-1925, la superficie total de tierras de regadío era de 304 400 hectáreas. Gracias a las enérgicas medidas adoptadas para restaurar el sistema de riego, la superficie de tierras de regadío aumentó en 52 600 hectáreas en 1925-1926 y en 22 400 hectáreas en 1926-1927. La superficie total de tierras de regadío en 1926-1927 fue de 375 500 hectáreas. Esto representa una restauración completa de la red de riego de preguerra. Se prevé aumentar la superficie de tierras de regadío en otras 33 800 hectáreas entre 1927 y 1928.

## Geografía
La región, ocupada por el óblast, abarca 196.129 km², equivalente al 0,9 % del territorio de la RSFSR. La principal ciudad de la república es Frunze. Durante la demarcación nacional, se llevó a cabo la zonificación distrital de Kirguistán, dividiéndola en cuatro distritos. La división por volost se mantuvo temporalmente igual. Actualmente, se divide en siete distritos (incluido uno para rusos étnicos), 63 volosts y 447 consejos de aldea. En general, cabe destacar que el sistema administrativo de base se distingue por una gran diversidad, debido a los diversos grados de formalización en unidades administrativas individuales y a su inestabilidad. La solidaridad tribal de los kirguises y la comunidad de intereses económicos asociada de los miembros del mismo grupo tribal hicieron que la división administrativa que ignora las características tribales fuera en un principio complicada de implementar. En términos de relieve, es una región montañosa. Al norte, está separada de la RASS de Kazajistán por la cordillera Zailiysky Alatau; más al oeste, por el río Chu; la parte occidental de la República está llena de las estribaciones suroccidentales del sistema montañoso de Tien Shan, con picos de hasta 5.000 metros sobre el nivel del mar. en el sur, Kirguistán está separada de la RASS de Tayikistán por la cordillera Zailiysky (hasta 7.000 metros de altitud); a lo largo de la frontera china y más hacia el interior (hacia el noreste), Kirguistán incluye el Tian Shan central y sus estribaciones, que en algunos lugares superan los 7.000 metros (la cumbre de Khan Tengri, etc.). Solo una pequeña parte de la República está ocupada por valles (el valle de Chui) y las estribaciones de la cordillera Alexander en el norte, la cuenca del lago Issyk-Kul en el noreste y la parte sureste del valle de Fergana en el oeste. En la parte norte, el clima es estepario, la precipitación anual es entre 250-500 mm, con una distribución bastante uniforme; la temperatura del mes más cálido es superior a 25°, y el más frío es de alrededor de -4°.
En las montañas del sistema de la cordillera Alexander, el clima es montañoso; la precipitación es más de 500 mm, principalmente en los meses de verano; La temperatura media oscila entre 20° y -5°. En las montañas que rodean el lago Issyk-Kul, la precipitación también ronda los 500 mm, pero con una distribución más uniforme; la temperatura en el mes más cálido ronda los 17° y al menos cuatro meses al año la temperatura media supera los 10°. Al sur del lago Issyk-Kul, en las tierras altas de Tien Shan, el clima es estepario continental (precipitaciones de 250 a 500 mm, principalmente en invierno; temperaturas entre 18° y menos de 15°). Parte de la región, situada en el valle de Ferganá, tiene un clima desértico con precipitaciones inferiores a 250 mm.cayendo principalmente en primavera; la temperatura media del mes más cálido es de +27 y la del más frío está por debajo de 0. Más arriba, al norte y al sur del valle, en las laderas de las montañas, también se observa un clima estepario con predominio de precipitaciones invernales. Aún más arriba está el clima de las regiones montañosas. Las aguas se distribuyen más o menos uniformemente en Kirguistán. Los ríos se originan en glaciares y entre la nieve de las cordilleras; en sus tramos superiores están llenos de agua y turbulentos debido a una fuerte caída, especialmente en verano, durante el deshielo. Los más grandes de ellos son: Chu, Naryn (en los tramos inferiores del Syr Darya) y Talas. Todos los ríos y arroyos en su desembocadura en los valles se utilizan en un grado u otro para el riego artificial (canales de tierra). No hay ríos navegables. Entre los grandes lagos, cabe destacar el Issyk-Kul (con una superficie de 5.550 km²), el lago de alta montaña Son-Kul (263 km²) y el lago Chatyr-Kul (182 km²). Los bosques de Kirguistán son de gran riqueza por su extensión y calidad (2.416.000 hectáreas, de las cuales 1.182.000 hectáreas son aptas para la explotación forestal). Las regiones montañosas de la región de KAOOR también son extremadamente ricas en minerales; sin embargo, solo se extrae carbón. Sus yacimientos en las cuatro minas en explotación ascienden a 260 millones de toneladas. La producción está limitada por las necesidades locales.

## Demografía
Según el censo de 1926, la población de la RASS de Kirguistán era de 993 000 personas: la urbana, de 121,000 (el 12 %) y la rural, de 872 000. Por cada 1000 hombres en las ciudades, hay 895 mujeres, y en las zonas rurales, 928. La densidad de población es extremadamente baja, con fluctuaciones por distritos que van desde 7,7 personas (distrito de Frunze) hasta 1,8 personas (Karakol-Naryn) por kilómetro cuadrado. La densidad de población media es de 5,1 personas por kilómetro cuadrado. Los principales grupos étnicos de población eran kirguisos (66,6 %), uzbekos (11,1 %), rusos (11,7 %), ucranianos (6,4 %) y otros (4,2 %). En la parte occidental del Tien Shan, los kirguises, quienes, según la mayoría de los etnógrafos, descienden de la mezcla de tribus turcas con los primitivos habitantes sedentarios de la república autónoma, los dinlins (pueblos aparentemente de origen ario), han sido nómadas desde tiempos inmemoriales.
Hasta la revolución, los kirguises nómadas habían conservado un complejo sistema de clanes, estrechamente vinculado con su modo de vida nómada. Basándose en la descendencia de un ancestro común, tanto las unidades semiagrícolas (auls económicos) como las comunidades nómadas estaban unidas. Los clanes más numerosos y unidos eran, al mismo tiempo, los más ricos, ya que poseían las mejores tierras. El principio de clan era importante en la vida sociopolítica de los kirguises, tanto en un entorno tranquilo como en medio de diversas complicaciones políticas. Los habitantes están unidos por un origen común: los propietarios de kibitkas de la célula principal de la comunidad nómada kirguisa, un único aul económico que sirve como lugar de residencia semestral (invernal) para los kirguises. Sin embargo, la mayoría de los kirguises ya han comenzado a establecerse. Los auls económicos representaban una forma de transición de células puramente nómadas a asentamientos sedentarios. Con frecuencia, junto con las granjas nómadas, también incluyen auls completamente sedentarios. El tamaño de los auls era pequeño (un promedio de unas 200 personas de ambos sexos). Un grupo de auls vecinos conforma una comunidad basada en el parentesco, una ruta nómada común desde las zonas de invernada hasta los pastos de verano y viceversa, el uso común y la propiedad real de las tierras más importantes y la proximidad de las zonas de invernada.
Esta formación social es más antigua que el aul. A diferencia de los auls económicos, los asentamientos kirguisos son puramente sedentarios, su población es predominantemente agrícola. El porcentaje de la población kirguisa en las ciudades es muy pequeño (constituyen la mayoría solo en Naryn). Los rusos, el segundo grupo más grande en la población de Kirguistán, ocuparon las mejores tierras en las estribaciones del distrito de Frunze (región de suelos de loess) y a lo largo de la carretera Frunze-Karakol, así como en las orillas norte y este del lago Issyk-Kul. La población rusa sufrió mucho por el movimiento basmachi. Los uzbekos, la mayoría de la población urbana, se concentran principalmente en la parte sur de la región. Kirguistán es una región predominantemente agrícola. Aquí no hay fábricas ni plantas industriales; la industria artesanal solo atiende las necesidades locales.